# Голова велетня (пам'ятка природи)
Скеля-останець «Голова велетня» — геологічна пам'ятка природи місцевого значення у Кам'янець-Подільському районі Хмельницької області, за 1 км від села Устя. Інші назви — «Голова Витязя», «Кам'яна голова». 
Площа пам'ятки природи — 1 га. Створено 04.09.1982 року рішенням ОВК № 278 для збереження зразка вивітрювання верхньосилурійських відкладів. Перебуває у віданні Устянської сільської ради. 
Скеля заввишки 16 метрів нагадує голову воїна в шоломі. Розташована на лівому березі річки Дністер, в урочищі Стовпці, неподалік від гирла річки Смотрич. Скеля прорізана вертикальною тріщиною, що виходить у сторону річки.
Статус надано з метою збереження геолого-ботанічного природного комплексу на лівому березі річки Смотрич. Мальовнича скеля за назвою «Голова вітязя» складена з вапняків силурійського періоду і є зразком стратиграфічних профілів осадових порід.
Пам'ятка природи «Голова вітязя» входить до складу національного природного парку «Подільські Товтри».